# Monmouth (circonscription du Senedd)
Pour les articles homonymes, voir Monmouth.
Ne doit pas être confondu avec Monmouth (circonscription électorale britannique).
Monmouth est une circonscription de l'Assemblée nationale du pays de Galles.

## Membres de l'Assemblée
| Élection | Élection | Membre       | Parti        | Portrait |
| -------- | -------- | ------------ | ------------ | -------- |
|          | 1999     | David Davies | Conservateur |          |
|          | 2007     | Nick Ramsay  | Conservateur |          |

## Élections

### Élections dans les années 2010
| Élections de l'Assemblée galloise 2016: Monmouth |                   |                   |        |      |      |
| Parti                                            | Parti             | Candidat          | Votes  | %    | ±    |
|                                                  | Conservateur      | Nick Ramsay       | 13,585 | 43.3 | −7.0 |
|                                                  | Labour            | Catherine Fookes  | 8,438  | 26.9 | −3.0 |
|                                                  | UKIP              | Tim Price         | 3,092  | 9.8  | N/A  |
|                                                  | Indépendant       | Debby Blakebrough | 1,932  | 6.2  | N/A  |
|                                                  | Plaid Cymru       | Jonathan Clark    | 1,824  | 5.8  | −1.7 |
|                                                  | Liberal Democrats | Veronica German   | 1,474  | 4.7  | −5.1 |
|                                                  | English Democrats | Stephen Morris    | 146    | 0.5  | −2.0 |
|                                                  | Green             | Chris Were        | 910    | 2.9  | N/A  |
| Majorité                                         | Majorité          | Majorité          | 5,147  | 16.4 | −4.0 |
| Participation                                    | Participation     | Participation     | 31,401 | 48.9 | +2.8 |
|                                                  | Conservateur hold | Conservateur hold | Swing  |      |      |

| Élections de l'Assemblée galloise 2011: Monmouth |                   |                   |        |      |      |
| Parti                                            | Parti             | Candidat          | Votes  | %    | ±    |
|                                                  | Conservateur      | Nick Ramsay       | 15,087 | 50.3 | −1.8 |
|                                                  | Labour            | Mark Whitcutt     | 8,970  | 29.9 | +6.5 |
|                                                  | Liberal Democrats | Janet Ellard      | 2,937  | 9.8  | −5.0 |
|                                                  | Plaid Cymru       | Fiona Cross       | 2,263  | 7.5  | +0.5 |
|                                                  | English Democrats | Steve Uncles      | 744    | 2.5  | −0.2 |
| Majorité                                         | Majorité          | Majorité          | 6,117  | 20.4 | −8.2 |
| Participation                                    | Participation     | Participation     | 30,001 | 46.1 | −0.8 |
|                                                  | Conservateur hold | Conservateur hold | Swing  | −4.2 |      |

### Élections dans les années 2000
| Élections de l'Assemblée galloise 2007: Monmouth |                   |                    |        |      |      |
| Parti                                            | Parti             | Candidat           | Votes  | %    | ±    |
|                                                  | Conservateur      | Nick Ramsay        | 15,389 | 52.0 | −5.5 |
|                                                  | Labour            | Richard Clark      | 6,920  | 23.4 | −3.5 |
|                                                  | Liberal Democrats | Jacqui A. Sullivan | 4,359  | 14.7 | +4.0 |
|                                                  | Plaid Cymru       | Jonathan Clark     | 2,093  | 7.1  | +2.2 |
|                                                  | English Democrats | Robert Abrams      | 804    | 2.7  | N/A  |
| Majorité                                         | Majorité          | Majorité           | 8,469  | 28.6 | -2.0 |
| Participation                                    | Participation     | Participation      | 29,565 | 46.9 | +2.4 |
|                                                  | Conservateur hold | Conservateur hold  | Swing  | −1.0 |      |

| Élections de l'Assemblée galloise 2003: Monmouth |                   |                   |        |       |       |
| Parti                                            | Parti             | Candidat          | Votes  | %     | ±     |
|                                                  | Conservateur      | David Davies      | 15,989 | 57.5  | +16.6 |
|                                                  | Labour            | Sian James        | 7,479  | 26.9  | −5.4  |
|                                                  | Liberal Democrats | Alison Willott    | 2,973  | 10.7  | −3.9  |
|                                                  | Plaid Cymru       | Stephen V. Thomas | 1,355  | 4.9   | −1.3  |
| Majorité                                         | Majorité          | Majorité          | 8,510  | 30.6  | +22.0 |
| Participation                                    | Participation     | Participation     | 27,796 | 44.2  | −6.9  |
|                                                  | Conservateur hold | Conservateur hold | Swing  | +11.0 |       |

### Élections dans les années 1990
| Élections de l'Assemblée galloise 1999: Monmouth |                                        |                    |        |      |     |
| Parti                                            | Parti                                  | Candidat           | Votes  | %    | ±   |
|                                                  | Conservateur                           | David Davies       | 12,950 | 40.9 | N/A |
|                                                  | Labour                                 | Cherry R.P. Short  | 10,238 | 32.3 | N/A |
|                                                  | Liberal Democrats                      | Chris P. Lines     | 4,639  | 14.6 | N/A |
|                                                  | Plaid Cymru                            | Marc Hubbard       | 1,964  | 6.2  | N/A |
|                                                  | Tourism and Farmers Party of Wales     | Anthony Carrington | 1,911  | 6.0  | N/A |
| Majorité                                         | Majorité                               | Majorité           | 2,712  | 8.6  | N/A |
| Participation                                    | Participation                          | Participation      | 31,702 | 51.1 | N/A |
|                                                  | Conservateur Vainqueur (nouveau siège) |                    |        |      |     |